# Ismael Viñas
Ismael Aarón Viñas, conocido simplemente como Ismael Viñas (Río Gallegos, 22 de mayo de 1925 - Miami, 15 de marzo de 2014), fue un escritor e intelectual marxista argentino. Fue uno de los miembros de la llamada «Generación de Contorno». Inició su actividad política primero como radical y antiperonista en la época del primer peronismo (1946-1955). Posteriormente se destacó como un intelectual marxista, con posturas cercanas al nacionalismo revolucionario y antiimperialista. Se exilió en Israel después del golpe de Estado de 1976, donde tuvo una activa participación en varios periódicos y revistas de Argentina e Israel. En 1993 se mudó a Miami (Estados Unidos), donde continuó con su labor editorial. Falleció en dicha ciudad en el año 2014.

## Infancia y juventud
Nació en Río Gallegos (Santa Cruz) el 22 de mayo de 1925. Su padre, Ismael Pedro Viñas, era descendiente de una familia de origen andaluz que había inmigrado a Argentina en la primera treintena del siglo XIX. En Santa Cruz se desempeñaba como juez letrado, de militancia radical, e intervino en el conflicto entre peones rurales y hacendados de 1921 conocido como Patagonia trágica, que dejó un saldo estimado, según Osvaldo Bayer, de entre 1000 y 1500 obreros fusilados. La experiencia de su padre en Río Gallegos, como juez letrado enviado por Hipólito Yrigoyen marcó en parte su vida política. Asimismo, su abuelo paterno participó en la Conquista del Desierto de Julio Argentino Roca. Por su parte, su madre, Esther Porter, era una judía emigrada de Odesa (Imperio ruso), quien, según sus propias declaraciones, y las de su hermano el escritor David Viñas, tenía ideas anarquistas, así como una personalidad rebelde, contrastando con la figura de su padre. Ella falleció joven a comienzos de la década de 1930, lo que significó un fuerte golpe para los hermanos Viñas.

## Vida política en Argentina

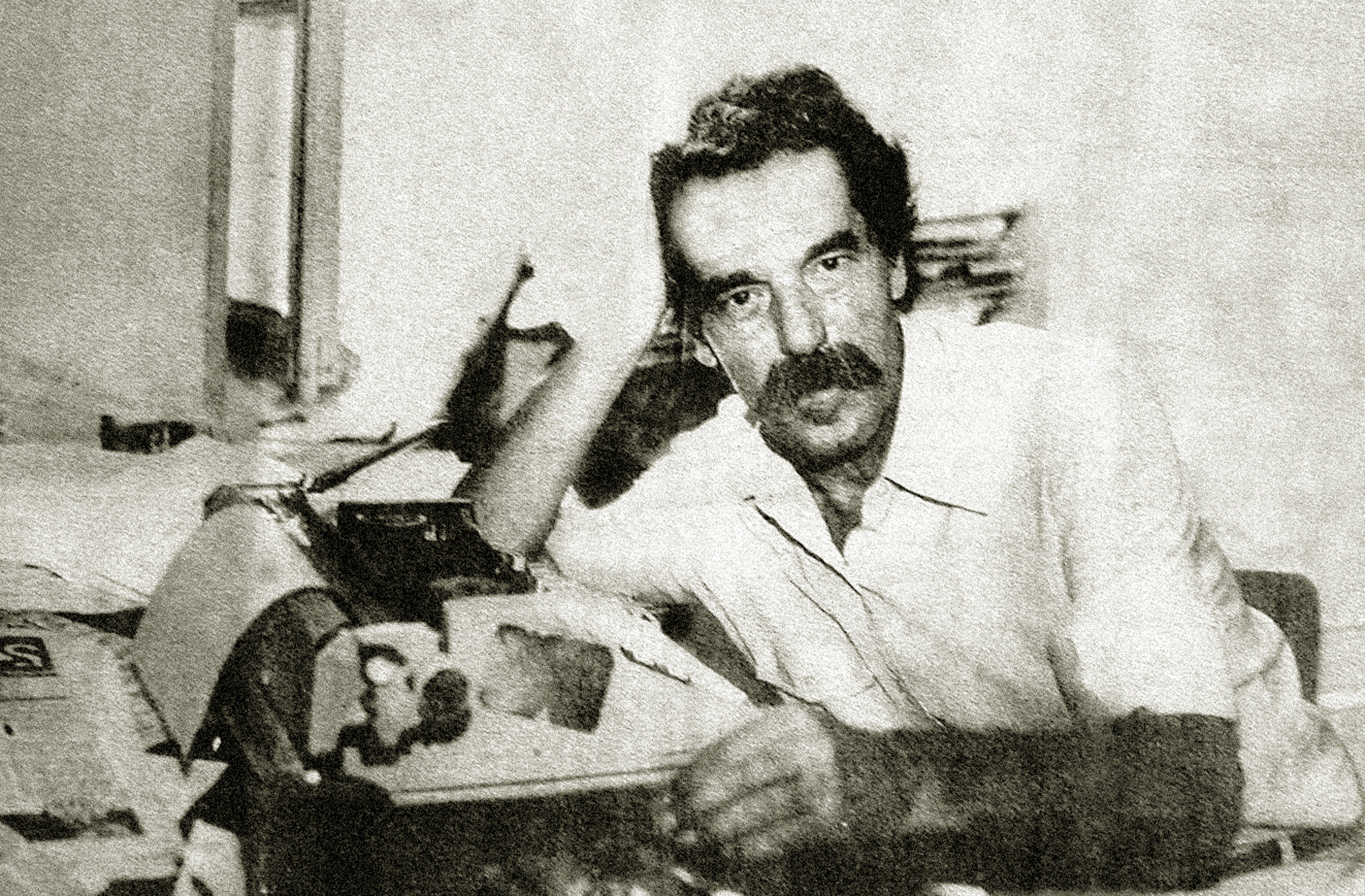
Ismael Viñas en su despacho

Estudió Derecho en la Universidad de Buenos Aires, donde participó activamente en el Centro de Estudiantes de la Facultad de Derecho. En esta universidad llegó a ser secretario cuando José Luis Romero fue rector. Su participación política universitaria le valió ser apresado durante un mes en Villa Devoto, debido a que en forma de protesta habían ocupado la Facultad en oposición a la intervención y supresión de la autonomía universitaria decretada por Perón durante su segundo gobierno. Mientras, trabajó en el Sindicato de Aduanas y Puertos, donde llegó a ser delegado por la oficina de Sumarios. A su vez, durante el gobierno de Arturo Frondizi fue subsecretario de Cultura.

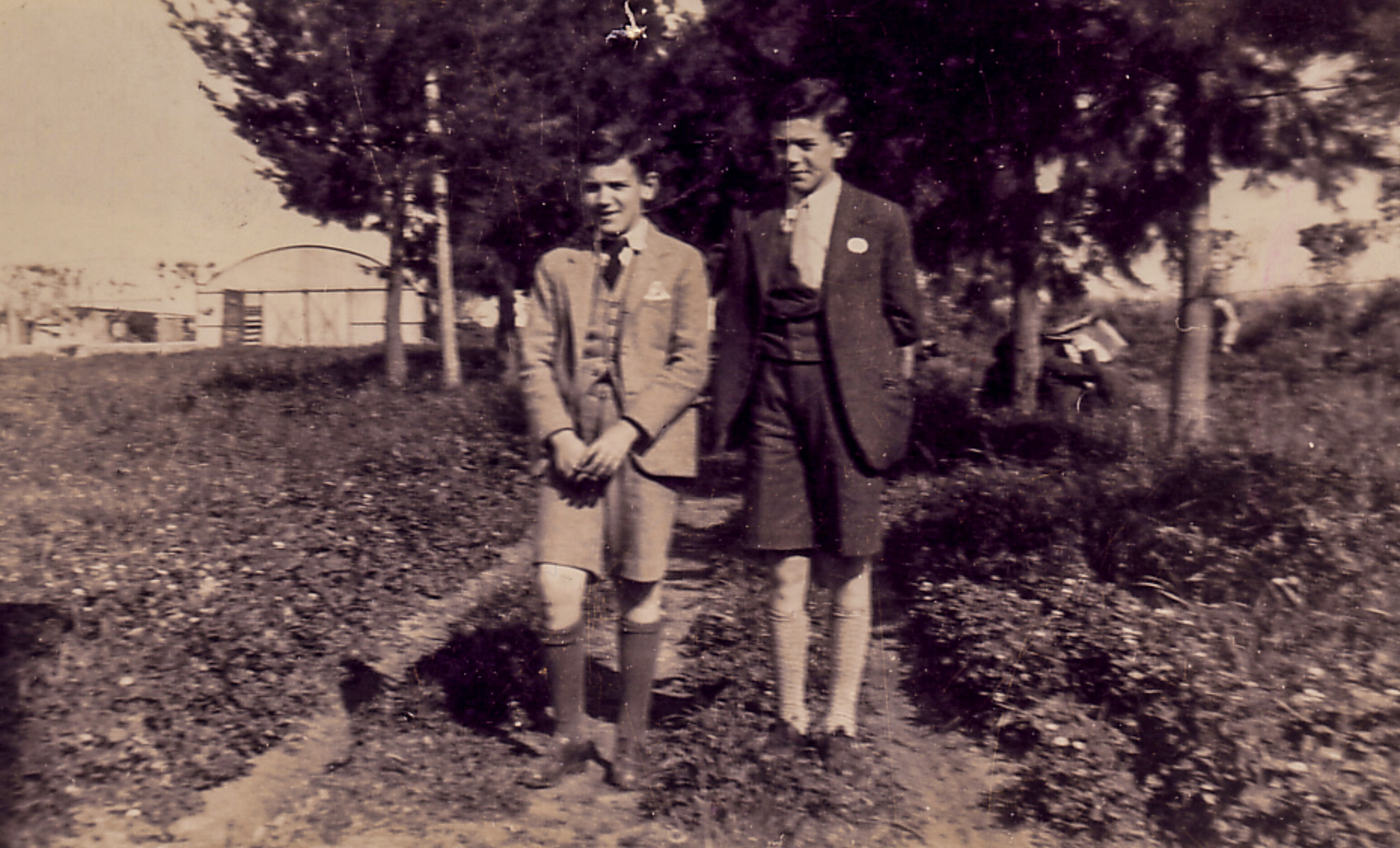
Ismael junto a su hermano David en la estancia familiar "La Nona”, Monte, Provincia de Buenos Aires

En 1953 junto con su pareja de ese momento, Susana Fiorito, su hermano menor David y la pareja de este, Adelaida Gigli, fundaron la revista Contorno. Surgida como una escisión de Las ciento y una, un proyecto de Héctor A. Murena que no pasó del primer número. Por su parte, Contorno se convirtió en una publicación emblemática de la época y pionera en la crítica política y cultural argentina, logrando un discurso rupturista, con filiaciones con el existencialismo y el marxismo. Desde esa revista realizaron también una relectura de la literatura argentina en clave política, criticando por igual la tradición liberal y la cultura populista, tomando como precursores a Ezequiel Martínez Estrada como ensayista y a Roberto Arlt (por entonces un autor todavía menospreciado por la crítica académica) como novelista. Esta actitud polémica y el cuestionamiento a los autores de la época provocó que fueran acusados de querer demoler la literatura argentina y que se los denominara como «parricidas», según la denominación que les dio el crítico uruguayo Emir Rodríguez Monegal. Se publicaron diez números y dos cuadernos entre 1953 y 1959, y por sus páginas pasaron autores como Juan José Sebreli, León Rozitchner, Noé Jitrik, Adolfo Prieto, Carlos Correas, Oscar Masotta, Ramón Alcalde y Rodolfo Kusch. En el año 2007 la Biblioteca Nacional Mariano Moreno de Buenos Aires realiza una edición facsimilar de todas las ediciones de Contorno.
Luego del cierre de esta revista, publicó en el año 1957 otra de título Política y luego dirigió Qué Hacer (1958-1959). A su vez, junto con otros militantes de la Unión Cívica Radical Intransigente crearon el Frente de Izquierda Revolucionario y Popular (FIRP), desde el cual logró un acercamiento con el partido comunista y el peronismo de izquierda. Entre octubre de 1959 y su clausura en junio de 1960 participó junto con John William Cooke de la publicación Soluciones populares para los problema nacionales. También publicó el libro Orden y Progreso: La era del Frondicismo (1960) en la editorial Palestra, en el cual hizo una aguda disección del gobierno de Frondizi.
Producto de la división del FIRP, lo llevan a fundar en el año 1961 el Movimiento de Liberación Nacional (conocido por sus siglas como MLN o Malena) era una agrupación de izquierda universitaria que pretendía luchar contra el desarrollo desigual típico de los países dependientes. Durante esta época, junto con Eugenio Gastiazoro escribió el libro Capitalismo y dependencia (1962), publicado por el editor Carlos Pérez. Esta agrupación también publicó entre los años 1962 y 1968, un periódico llamado Liberación, que estaba impulsado en gran medida por su cuñada Susana Fiorito. Más adelante también dirigió las publicaciones Revista del Tercer Mundo (1968), Cuadernos de Polémica (1969) y Orientación (1970). A su vez, publicó varios libros, como Las izquierdas en la política argentina (1963), Capitalismo, Monopolios y dependencia (1970), Tierra y clase obrera (1972) y, junto con Ramón Alcalde, Estrategia de la Universidad.
Poco después, y fruto de disidencias internas lo llevaron a fundar la agrupación Acción Comunista, y luego otra denominada Orientación Socialista, estas tuvieron cada vez menor repercusión e importancia entre los movimientos políticos de izquierda de la época.

## Exilio en Israel
En 1976, luego del golpe de Estado militar del 24 de marzo, Ismael Viñas decide huir de Argentina y exiliarse en Israel junto con su compañera Rubi y sus dos hijos. En Israel retoma en parte sus raíces judías -de parte de su madre y su compañera Rubi- lo que produce un cambio en su pensamiento. Desde allí mantuvo una postura crítica de la lucha armada emprendida por la mayor parte de las agrupaciones de izquierda y marxistas. Según su interpretación, la lucha guerrillera había llevado a una mayor marginalidad a las clases obreras, y debía aceptar en parte alguna responsabilidad de la violencia y el terrorismo de Estado que se abatió sobre el país en la década de 1970, lo que provocó la pérdida de conquistas logradas durante años de lucha sindical y política. También fue sumamente crítico con accionar de la izquierda peronista, especialmente Montoneros.
Desde Israel continuó colaborando asiduamente en diversas publicación de Argentina y, ahora también, en dicho país. Allí se integró con la comunidad de exiliados latinoamericanos que habían llegado en circunstancias similares a las suyas. Así, participó en el seminario Semana, donde llegó a ser subdirector; la revista Dispersión y Unidad, donde publicó una colaboración titulada "Presencia e Identidad judía en la Argentina"; Controversia de Ideas Sionistas, donde colaboró con las denuncias de la Comisión Israelí de Familiares Argentinos Desaparecidos. Posteriormente, comenzó a interiorizarse en temas de economía, política, sociedad y el conflicto israelí-palestino. También tuvo participaciones en las revistas Encuentro y fue corresponsal en Jerusalén de los diarios españoles El Mundo, El País y El Independiente.

## Últimos años en Miami
En 1991 se muda a Miami junto con su pareja Rubi. Allí seguirá colaborando con diversas publicaciones. En el año 2003 realizó con Eduardo Montes Bradley (con el seudónimo de Diana Hunter) un documental en el que tras 26 años de exilio habla ante la cámara evocando sus recuerdos. En el mismo, y en una serie de conversaciones con el director, que se prolongan a lo largo de un año de trabajo, Viñas reflexiona sobre su hermano David, y sobre su padre, juez letrado en la Patagonia en tiempos de los alzamientos obreros conocidos como Patagonia Rebelde. Allí también aborda la relación entre Viñas y Ernesto "Che" Guevara, así como con el presidente de Chile Salvador Allende, entre otros. Este film fue estrenado en el Festival Internacional de Cine de Buenos Aires. A su vez, en el 2008 editará un libro, cuyo título es Memorias de mis padres, parientes y amigos, que fue editado también por Eduardo Montes Bradley. Allí, hace un recorrido por su vida, profundizando especialmente en la historia familiar de sus padres, y la relación con su hermano David. Otros libros que publicó mientras estaba en Miami son Lumpenburguesías (2003) y La nueva etapa del imperialismo (2004). Falleció el 15 de marzo de 2014.